# Angelo Parisi

Parisi em 1982

Angelo Parisi (3 de janeiro de 1953) é um judoca da França que também competiu pela Grã-Bretanha. Como competidor da Grã-Bretanha foi medalhista de bronze dos Jogos Olímpicos de Verão de 1972, pela categoria Open. Como competidor da França, Parisi conquistou duas medalhas nos Jogos Olímpicos de Verão de 1980, sendo uma de ouro na categoria pesado e uma de prata na categoria open e nos Jogos Olímpicos de Verão de 1984 conquistou uma medalha de prata na categoria pesado.